# PLINK
PLINK  est un logiciel open source gratuit d'analyse d'association pangénomique conçu par Shaun Purcell. Le logiciel est conçu pour effectuer un large éventail d'analyses génétiques usuelles à grande échelle.

## Fonctionnalités
PLINK prend actuellement en charge les fonctionnalités suivantes : 
- Gestion de données.
- Statistiques descriptives (indice de fixation, proportion de données manquantes, tests d'équilibre d'Hardy – Weinberg, coefficient de consanguinité, etc.).
- Calcul du déséquilibre de liaison (en anglais : linkage disequilibrium ou LD).
- Calcul matriciel d'identité par descendance (Identity by descent ou IBD) et d'identité par état (Identity by state ou IBS).
- Analyse de la stratification de la population, telle qu'une analyse en composantes principales (ACP).
- Analyse d'association telle que l'étude d'association génome-entier pour les études cas-témoins (où le caractère étudié est binaire) et les caractères quantitatifs.
- Tests d'épistasie.

## Formats de fichiers
PLINK a ses propres formats de fichiers textes (.ped) et de fichiers binaires (.bed) qui servent de fichiers d'entrée pour la plupart des analyses. Un .map accompagne un fichier .ped et fournit des informations sur les variantes, tandis que les fichiers .bim et .fam accompagnent les fichiers .bed afin de compléter les données binaires. 
La version la plus récente (PLINK 2.0) accepte en entrée des fichiers VCF, BCF, Oxford et 23andMe, qui sont généralement transformés en format .bed (binaire) avant d'effectuer les analyses souhaitées. Avec certains formats tels que VCF, cette transformation s'accompagne d'une perte d'informations comme la phase du caryotype et le dosage qui seront ignorés. 
PLINK propose une variété de formats de sortie, notamment des fichiers adaptés au logiciel BEAGLE ou au format VCF pour pouvoir utiliser d'autres logiciels. De plus, PLINK est conçu pour fonctionner en conjonction avec R et peut produire des fichiers à traiter par certains paquets R. 

## Extensions et développements actuels
- PLINK 2.0, une mise à jour complète de PLINK, développée par Christopher Chang montre une vitesse améliorée pour divers calculs d'association à l'échelle du génome y compris le calcul d'identité par état, le "pruning" basé sur LD et l'analyse d'association [2].
- PLINK/SEQ est une bibliothèque open-source C/C++ conçue pour analyser des études génome-entier et exome-entier (en anglais : Whole Genome Shotgun et Whole Exome Shotgun).
- MQFAM est un test d'association multivarié qui peut être appliqué efficacement à de grands échantillons de population et est implémenté dans PLINK.